# Kurama
Els kurama són un poble turc barreja de kazakhs i uzbeks. Les cròniques russes esmenten la seva aparició al segle xviii, però de fet ja abans, el 1635/1636 a les lluites entre kazakhs i uzbeks sobre l'Angren ja s'esmenten als caps dels kurames. Al Kanat de Kokand el nom kurama prengué un sentit geogràfic i administratiu: el camí de Kurama era la ruta entre Kokand i Taixkent pel coll de Kendirdawan; i els kurama com a grup eren dirigits per un bei que residia a la fortalesa de Kereuči, i a aquest càrrec se l'anomenava el "kurama"; quan l'oblast de Sir Darya es va dividir en districtes (uezd) un d'aquestos fou el districte de Kurama (des de 1886 districte de Taixkent) amb seu a Toy-Tübe, vila fundada per Madali Khan de Khokand (1822-1842), si bé en la pràctica el cap del districte residia a Küylük, a la riba del Čirčik. Segons els russos els kurames havien abandonat la vida nòmada i adoptat la forma de vida d'agricultors sedentaris dels sarts, però conservaven certes costums dels seus ancestres. Els kurames habitaven en yurtes com els kazakhs i les seves dones no duien vel. Durant el segle XX la seva divisió en cinc clans es va esvair i la divisió per classes va deixar de tenir sentit en l'estat socialista. Com ètnia van agafar el nom de Kirguís-kurama o Sart-kurama. El seu nombre el 1917 al districte de Taixkent era de 52.335 però el 1920 havia baixat a 49.697; hi havia prop de 10.000 kurames més al districte de Kokand.